# Appellationsgericht Paderborn
Das Appellationsgericht Paderborn war zwischen 1849 und 1879 ein preußisches Appellationsgericht mit Sitz in Paderborn.

## Geschichte
In Paderborn bestand von 1816 bis 1849 das Oberlandesgericht Paderborn. Die „Verordnung über die Aufhebung der Privatgerichtsbarkeit und des eximierten Gerichtsstandes sowie über die anderweitige Organisation der Gerichte“ vom 2. Januar 1849 hob dann auch die Patrimonialgerichtsbarkeit auf. Gleichzeitig wurde das Appellationsgericht Paderborn geschaffen. Dem Appellationsgericht Paderborn waren die Kreisgerichte nachgelagert, die grundsätzlich je Landkreis eingerichtet wurden. Dem Appellationsgericht Paderborn war das Oberappellationsgericht Berlin übergeordnet.
Mit den Reichsjustizgesetzen wurden die Gerichte im Deutschen Reich vereinheitlicht. Das Appellationsgericht Paderborn wurde 1879 aufgehoben. Neu eingerichtet wurde nun das Landgericht Paderborn im Bezirk des Oberlandesgerichtes Hamm.

## Sprengel
Der Sprengel des Appellationsgerichtes Paderborn umfasste den Regierungsbezirk Minden. Es bestanden dort 7 Kreisgerichte in 2 Schwurgerichtsbezirken.
| Kreisgericht           | Sitz      | Schwurgerichtsbezirk | Gerichtskommissionen                                                                               |
| ---------------------- | --------- | -------------------- | -------------------------------------------------------------------------------------------------- |
| Kreisgericht Bielefeld | Bielefeld | Herford              | Gerichtsdeputation in Halle und Rietberg, Gerichtskommissionen in Gütersloh, Rheda und Wiedenbrück |
| Kreisgericht Herford   | Herford   | Herford              | Gerichtskommissionen in Bünde und Vlotho                                                           |
| Kreisgericht Höxter    | Höxter    | Paderborn            | Gerichtskommissionen in Beverungen, Brakel, Nieheim und Steinheim                                  |
| Kreisgericht Lübbecke  | Lübbecke  | Herford              | Gerichtskommission in Rahden                                                                       |
| Kreisgericht Minden    | Minden    | Herford              | Gerichtskommission in Petershagen                                                                  |
| Kreisgericht Paderborn | Paderborn | Paderborn            | Gerichtskommissionen in Büren, Delbrück, Fürstenberg, Lichtenau und Salzkotten                     |
| Kreisgericht Warburg   | Warburg   | Paderborn            | Gerichtskommissionen in Borgentreich und Dringenberg                                               |

## Richter
- Dr. Friedrich Eduard Traugott Lange (1849 bis 1866 Präsident des Appellationsgerichts)
- Heinrich Gustav Büchtemann (1866 (März bis Oktober) Präsident des Appellationsgerichts)
- Gustav Bernhard Viktor Meyer (1866 bis 1879 Präsident des Appellationsgerichts)[2].